# Хосе Кардона
Хосе Кардона (ісп. José Cardona; 27 лютого 1939, Потрерільйос — 30 січня 2013, Сан-Педро-Сула) — гондураський футболіст, що грав на позиції нападника, зокрема за мидридський «Атлетіко», у складі якого — чемпіон Іспанії і володар Кубка країни, а також за національну збірну Гондурасу.

## Клубна кар'єра
Починав займатися футболом на батьківщині, а у 18-річному віці перебрався до Європи, де продовжив кар'єру у португальському «Лузітану».
1958 року був запрошений до іспанського друголігового «Ельче». У своєму першому ж сезоні в Іспанії, забивши 23 голи у 25 іграх, молодий нападник допоміг своїй новій команді виграти Сегунду і підвищитися в класі до Ла-Ліги. Відіграв за «Ельче» ще п'ять сезонів в елітному дивізіоні, регулярно отримуючи ігровий час, проте демонструючи скромнішу результативність. Найбільшим його гольовий доробок на рівні Ла-Ліги був у сезоні 1961/62, коли гондурасцю вдалося 11 разів уразити ворота суперників у 29 іграх першості.
1964 року перейшов до мадридського «Атлетіко», де став гравцем ротації. Провівши 19 матчів чемпіонату у своєму першому сезоні в Мадриді, наступного сезону, в якому став у складі «матрасників» чемпіоном Іспанії, провів вже лише 10 ігор і забив чотири голи. У подальшому ігровий час нападника скорочувався, і загалом за п'ять сезонів він провів за «Атлетіко» 52 гри в Ла-Лізі, відзначившись 20-ма голами.
Завершував ігрову кар'єру на батьківщині, де грав за «Реал Еспанья» протягом 1970 року.

## Виступи за збірну
Захищав кольори національної збірної Гондурасу. Зокрема взяв участь у її складі у трьох матчах в рамках відбору на ЧС-1970, відзначившись у них одним голом.
Помер 30 січня 2013 року на 74-му році життя у місті Сан-Педро-Сула.

## Титули і досягнення
- Чемпіон Іспанії (1):

«Атлетіко»: 1965–1966
- Володар Кубка Іспанії (1):

«Атлетіко»: 1964–1965